# Condado de Clay (Dakota del Sur)
El condado de Clay (en inglés: Deuel County, South Dakota), fundado en 1862, es uno de los 66 condados en el estado estadounidense de Dakota del Sur. En el 2000 el condado tenía una población de 13 537 habitantes en una densidad poblacional de 13 personas por km². La sede del condado es Vermillion.

## Geografía
Según la Oficina del Censo, el condado tiene un área total de 1080 km² (417 mi²), de la cual 1067 km² (412 mi²) es tierra y 13 km² (5 mi²) es agua.

### Condados adyacentes
- Condado de Turner - norte
- Condado de Lincoln - noroeste
- Condado de Union - este
- Condado de Dixon - sureste
- Condado de Cedar - suroeste
- Condado de Yankton - oeste

## Demografía
| 1900 | 1910 | 1920 | 1930   | 1940 | 1950   | 1960   | 1970   | 1980   | 1990   | 2000   | Est. 2008 |
| ---- | ---- | ---- | ------ | ---- | ------ | ------ | ------ | ------ | ------ | ------ | --------- |
| 9316 | 8711 | 9654 | 10 088 | 9592 | 10 993 | 10 816 | 12 923 | 13 689 | 13 186 | 13 537 | 13 605    |

## Ciudades y pueblos
- Burbank
- Dalesburg
- Greenfield
- Irene
- Meckling
- Vermillion
- Wakonda
- Westreville

## Mayores autopistas
- Carretera de Dakota del Sur 19
- Carretera de Dakota del Sur 46
- Carretera de Dakota del Sur 50